# Carlia inconnexa
Carlia inconnexa là một loài thằn lằn trong họ Scincidae. Loài này được Ingram & Cavacevich mô tả khoa học đầu tiên năm 1989.